# Briansuttonia
Briansuttonia is een monotypisch geslacht van schimmels uit de orde Pleosporales. Het bevat alleen Briansuttonia alternarioides.